# Adresse compatible IPv4
Une adresse compatible IPv4 était une classe spéciale d'adresse IPv6. Les 96 premiers  bits de cette adresse étaient fixés à zéro, alors que ses 32 derniers bits représentaient une adresse IPv4, généralement représentée sous la forme décimale (par exemple ::192.168.0.1).
Les mécanismes de transition d'IPv4 vers IPv6 n'utilisent plus d'adresse compatible IPv4.
Ce type d'adresse défini dans la RFC 1884 en 1995 est rendu obsolète par la RFC 4291 en 2006.
Les adresses IPv6 non définies ::/128 et de loopback ::1/128 ne sont pas des adresses compatibles IPv4 même si dans l'espace adressable IPv6 ::/96.